# Bolimów
Bolimów é um município no centro da Polônia. Pertence à voivodia de Łódź, no condado de Skierniewice. É a sede da comuna de Bolimów.
Fundada como uma cidade privada por volta de 1370, foi confirmada pela lei de Chełmno em 1519. Em 1792, como uma cidade real, situava-se no estarostado de Bolimów na terra de Sochaczew da voivodia de Rawa. Em 1827, como uma cidade governamental da Polônia do Congresso, pertencia ao condado de Sochaczew, na oblast de Sochaczew da voivodia da Mazóvia.
Nos anos 1954-1972 a aldeia pertencia e era a sede das autoridades da gromada de Bolimów. Nos anos 1975-1998, a cidade pertencia administrativamente à voivodia de Skierniewice. Em 2022, a cidade recuperou seus direitos municipais.
Estende-se por uma área de 3,77 km², com 934 habitantes, segundo o censo de 31 de dezembro de 2021, com uma densidade populacional de 247,7 hab./km².